# قندهار الصفوية
ولاية قندهار (بالفارسية: استان قندهار) كانت محافظة شرقية في الدولة الصفوية متركزة حول مدينة قندهار وواحدة من المحافظات الأربعة في منطقة خُرسان الإدارية. كانت تتألف من ثمانية مقاطعات ذات مستوى أقل، بست-جرشك زمينداور، كرمسير قندهار، غوريان، والحي القبلي للهزارة الذي يشمل قلات.